# Astraraeatrochus bachi
Astraraeatrochus bachi (лат.) — вид вымерших мадрепоровых кораллов из семейства Astraraeidae, типовой и единственный в роде Astraraeatrochus. Ископаемые остатки были найдены в верхнемеловых отложениях (коньякский — сантонский ярусы) в группе Гозау (Австрия).

## История изучения
Голотип BSPG 2018 II 1599 и 7 других образцов были обнаружены и описаны в 2018 году вместе с двенадцатью другими коралловыми полипами из группы Гозау: Crinopora ireneae, Crinopora thomasi, Geroastrea alexi, Gosaviaraea aimeae, Nefocoenia seewaldi, Nefocoenia werneri, Pachyheterocoenia leipnerae, Pachyphylliopsis magnum, Paractinacis uliae, Proplesiastraea rivkae и Synhydnophora wagreichi.

## Описание
Одиночный коралл обратной конической формы. Диаметр кораллитов колеблется от 20 до 30 мм. Септы не симметричные. Половина септ доходит до центра кораллита, остальные короче. Максимальная толщина септы составляет 0,4 мм. Количество перегородок колеблется от 130 до 200. Местами перегородки прикрепляются к более старым перегородкам. Перегородки имеют отверстия, которые обычно располагаются на их внутреннем крае. Микроструктура перегородок не сохранилась. Синаптикулы встречаются редко.

## Этимология
Первая часть родового названия Astraraea- дано в честь древнегреческой богини справедливости Астреи, а -trochus часто приписывается в конец родового названия одиночных кораллов. Видовое название было давно в честь куратора геолого-палеонтологической коллекции Лейпцигского университета (Германия) Фрэнка Баха.